# Viola Poley
Viola Poley, nach Heirat Viola Kowalschek, (* 13. April 1955 in Berlin) ist eine ehemalige  Ruderin aus der Deutschen Demokratischen Republik, die Olympiasiegerin und Weltmeisterin im Doppelvierer war.
Poley begann als Wanderruderin und schloss sich dann der BSG Empor Brandenburger Tor an. Nachdem ihr Talent erkannt worden war, wurde sie zum SC Berlin-Grünau delegiert. 1974 belegte sie mit dem Doppelvierer den zweiten Platz bei der DDR-Meisterschaft, 1975 wurde sie erneut Zweite, diesmal zusammen mit Sybille Tietze im Doppelzweier. 1976 rückte sie vor den Olympischen Spielen in Montreal in den Doppelvierer auf und ersetzte die zweifache Weltmeisterin Ursula Unger. Zusammen mit Anke Borchmann, Jutta Lau, Roswietha Zobelt und Steuerfrau Liane Weigelt siegte sie in Montreal vor den Booten aus der UdSSR und aus Rumänien. Für diesen Sieg wurde sie mit dem Vaterländischen Verdienstorden in Silber ausgezeichnet.
Nach ihrer Heirat mit dem Ruderer Günter Kowalschek gewann sie 1977 ihren einzigen DDR-Meistertitel. Zur Weltmeisterschaft rückte gegenüber der DDR-Meisterschaft noch Sybille Tietze ins Boot. In der Aufstellung Sabine Gust, Petra Boesler, Viola Kowalschek, Sybille Tietze und Steuerfrau Elke Rost gewann der Doppelvierer den Weltmeistertitel vor den Booten aus Rumänien und Bulgarien. Danach beendete sie ihre Karriere.
Nach einer abgeschlossenen Sachbearbeiter-Ausbildung studierte sie Ingenieurökonomie des Bauwesens. Bis zur Wende war sie beim Rat des Stadtbezirks Köpenick angestellt, später wechselte sie zu einer Autoversicherung.